# Oristano (provins)
Provinsen Oristano (it. Provincia di Oristano) er en provins i regionen Sardinien i Italien. Oristano er provinsens hovedby.
Der var 167.971 indbyggere ved folketællingen i 2001.

## Geografi
Provinsen Oristano grænser til:
- i nord mod provinsen Sassari,
- i øst mod provinsen Nuoro,
- i syd mod provinserne Sud Sardegna og
- i vest mod Middelhavet.

39°54′N 8°35′Ø / 39.9°N 8.58°Ø